# Francis Roux (Ornithologe)
Francis Roux (* 8. Juni 1930 in Mouliherne, Département Maine-et-Loire; † 22. Juni 2014 ebenda) war ein französischer Ornithologe und Naturschützer. Er wurde am 26. Juni in Mouliherne begraben.

## Leben und Wirken
Roux galt unter Fachkollegen als leidenschaftlicher Ornithologe, der als Experte sowohl taxonomische Fragen als auch Studien zum Vogelzug, der Bestandsentwicklung der Populationen von Gänsevögeln, insbesondere der Gänse, Schwäne und Entenvögel, erforschte. Schon früh in seiner Karriere hat er sich auf Vogelstudien spezialisiert, die das Ziel hatten Populationen zu erhalten und ihre Brut-, Anpassungs-, Migrations- und Überwinterungsgebiete zu schützen. Zu seinen Naturschutzaktivitäten gehörten insbesondere Feuchtgebiete, die sich an den Küsten und im inneren des Festlands befinden. Um diese Ziele zu erreichen, sammelte er solide wissenschaftliche Argumente, um eine Schonzeit für die Tiere zu etablieren.
Er begann seine Zeit am Muséum national d’histoire naturelle unter der Leitung von Robert-Daniel Etchécopar (1905–1990) am Forschungsinstitut für Säugetier- und Vogelmigration (Centre de recherche sur la migration des mammifères et oiseaux = CRMMO). Hier beschäftigte er sich zunächst mit der Bewertung und Wiederaufzucht von Vögeln und Säugetieren (Hasen und vor allem Fledertieren) und der jährlichen Redaktion des Bulletin du centre de recherches sur les migrations des mammiferes et des oiseaux. Roux war eines der Gründungsmitglieder der European Union for Bird Ringing.
Gemeinsam mit François Spitz vom Institut national de la recherche agronomique und Alain Tamisier vom Centre national de la recherche scientifique, Roger Mahéo (1922–2012) von der Universität Rennes I und Michael Brosselin (1936–1980) vom Bureaux MAR organisierte er die Zählung der französischen Wasservögel. Im Jahr 1964 wechselte er ins ornithologische Labor zu Jean Dorst (1924–2001). Forschungsreisen führten ihn mehrmals in den Senegal, wo Gérard Joseph Germain Morel (1925–2011) vom Office de recherche scientifique d’outre-mer arbeitete. Mit ihm publizierte er in La Terre et la vie eine bedeutende Studie, die unter dem Namen Les migrateurs paléarctiques au Sénégal erschien.
Im ornithologischen Labor ordnete der die Vogelsammlung und korrigierte viele taxonomische Fehler, in dem er schwierige Vogelbälge analysierte. Mit Hilfe von Techniken aus der Luftfahrt zeichnete er diese aus den Überresten der Vogelbälge, um diese anschließend zu identifizieren. Bei der Identifizierung der Vögel holte er sich den Rat von Franzosen, die südlich der Sahara lebten (z. B. Senegal, Mali, Elfenbeinküste, Kamerun, Gabun, Tschad und Zentralafrikanische Republik). So knüpfte er ein sehr gutes Informationsnetz, das ihm half seine faunistischen Arbeiten über die westafrikanische Avifauna zu publizieren.
In Freilandstudien galt er mit seinen Aktionen oft als Pionier. So führte er mit Christian Jouanin (1925–2014) und Jean-Louis Mougin (geb. 1939) Studien über die Röhrennasen von Madeira und den Ilhas Selvagens durch. Mit Guy Jarry von der CRMMO organisierte er die Überwachung der Populationen paläarktischer Entenvögel in Westafrika. Mit Hilfe von Luftüberwachung und Vogelberingung in den feuchten Zonen, gelang es ihnen nachzuweisen, dass diese in Metapopulationen vernetzt sind.
1976 wurde er Nachfolger von Etchécopar als Direktor des Centre de Recherches sur la Biologie des Populations d’Oiseaux (CRBPO). Mit dem Bioinformatiker Georges Hémery und anderen Mitarbeitern schuf er eine Datenbank, die einerseits die Beringung von Vögel unter französischer Aufsicht, andererseits die Zählung und Umweltbedingung von Gänsevögeln erfasste. Mit Jouanin, Mougin, Paul Alexander Zino (1916–2004) und Manuel Biscoito studierte er die Meeresvögel, mit Guy Jarry den Vogelzug der paläarktischen Gänsevögel Westafrikas, indem er auch in Frankreich Studien zu diesen Vogelpopulationen entwickelte. Aus persönlichen Gründen verließ er Paris und übergab 1989 die Leitung der CRBPO an Georges Hémery. Er zog sich in den Ruhestand zurück und zog auf den Familienbesitz im Département Maine-et-Loire. Trotz seiner Bescheidenheit und behutsamen Art in seinen Publikationen boten diese jede Menge Stoff für Diskussionen. So lieferte er viele wichtige Beiträge in Revue d’Ecologie. Entweder alleine oder mit Jean Dorst erschienen einige allgemeine Publikationen (z. B. ein Nachruf auf Etchécopar). Neben der Wissenschaft galt Roux als begnadeter Aquarellkünstler und Fotograf.
Roux übernahm den Vorsitz in zahlreichen Verwaltungsräten. Hervorzuheben sind hier insbesondere die Sociéte ornithologique de France, die Société Nationale de Protection de la Nature (SNPN) und internationale Organisationen, wie der Internationale Rat für Vogelschutz sowie das International Waterfowl & Wetlands Research Bureau. Hier arbeitete er eng mit seinem Freund Christian Jouanin zusammen. Mit seinen fundierten Kenntnissen über Wasser- und Sumpfvögel engagierte er sich für Jagdschonzeiten für die Vögel und informierte auf diesem Gebiet aktiv mit seinen Publikationen und Bildern. Seine Verbundenheit mit dem SNPN zeigte sich darin, dass er der Gesellschaft Teile seines Vermögens vermachte.

## Erstbeschreibungen von Francis Roux
Roux hat einige Arten und Unterarten, die neu für die Wissenschaft waren, beschrieben. Bei den Publikationen arbeitete er mit Jouanin, Christian Érard und René Paulin Jacobé de Naurois zusammen. Zu den Arten und Unterarten gehören chronologisch u. a.:
- Mauretanischer Graureiher (Ardea monicae Jouanin & Roux, 1963)
- Kastanienkauz (Glaucidium castaneum etchecopari Érard & Roux, 1983)
- Löffler (Platalea leucorodia balsaci Naurois & Roux, 1974)

Nicht Roux zuzuschreiben ist der Amsterdam-Albatros (Diomedea amsterdamensis Roux, Jouventin, Mougin, Stahl & Weimerskirch, 1983).

## Publikationen (Auswahl)
- Quelques données sur les Anatidés et les Charadriidés paléarctiques hivernant dans la basse vallée du Sénégal et sur leur écologie. In: La Terre et la vie. Band 13, Nr. 4, 1959, S. 315–321 (französisch, documents.irevues.inist.fr [PDF; 140 kB]).
- mit Christian Jouanin: Une race nouvelle de Héron Cendré Ardea cinerea monicae. In: L'Oiseau et la revue française d'ornithologie. Band 33, 1963, S. 103–106 (französisch).
- mit Christian Jouanin: Contribution a l'étude de la biologie de Pelagodroma marina hypoleuca (Webb, Berthelot et Moquin-Tandon). In: Boletim do Museu Municipal do Funchal. Band 19, 1965, S. 16–30 (französisch).
- mit René Paulin Jacobé de Naurois: Les mangroves d’Avicennia les plus septentrionales de la côte occidentale d’Afrique. In: Bulletin de l’Institut Français d’Afrique Noire (= A). Band 27, Nr. 3, 1965, S. 843–855 (französisch).
- mit Gérard J. Morel: Les migrateurs paléarctiques au Sénégal, I. non passereaux. In: La Terre et la vie. Band 63, Nr. 1, 1966, S. 19–72 (französisch, documents.irevues.inist.fr [PDF; 31,3 MB]).
- mit Gérard J. Morel: Les migrateurs paléarctiques au Sénégal, II. Passereaux et synthèse générale,. In: La Terre et la vie. Band 63, Nr. 2, 1966, S. 143–176 (französisch, documents.irevues.inist.fr [PDF; 23,1 MB]).
- mit René Paulin Jacobé de Naurois: L'avifaune de la côte de l'Aguerguer et de l'îlot Virginia (Sahara espagnol, Mauritanie). In: Bulletin de l’Institut Français d’Afrique Noire. Band 29, 1967, S. 735–757.
- mit Christian Jouanin, Jean-Louis Mougin, Alec Zino: - Visites aux lieux de nidification de Pterodroma mollis (deserta). In: L'Oiseau et la revue française d'ornithologie. Band 39, 1969, S. 161–175 (französisch).
- Censuses of Anatidae in the central delta of the Niger and Senegal delta - January 1972. In: Wildfowl. Band 24, Nr. 4, 1973, S. 63–80 (englisch, wildfowl.wwt.org.uk [PDF; 924 kB]).
- mit René Paulin Jacobé de Naurois: Précisions concernant la morphologie, les affinités et la position systematique de quelques oiseaux du Banc d'Arguin (Mauritanie). In: L'Oiseau et la revue française d'ornithologie. Band 44, 1974, S. 72–84.
- The status of wetlands in the West African Sahel: their value for waterfowl and their future. In: International Conference on the Conservation of Wetlands and Waterfowl. 1976, S. 272–287 (englisch).
- mit Guy Jarry, Roger Mahéo, Alain Tamisier: Importance, structure et origine des populations d'Anatidés hivernant dans le delta du. Sénégal. In: L'Oiseau et la revue française d'ornithologie. Band 46, 1976, S. 299–336 (französisch).
- mit Guy Jarry, Roger Mahéo, Alain Tamisier: Importance, structure et origine des populations d'Anatidés hivernant dans le delta du. Sénégal. In: L'Oiseau et la revue française d'ornithologie. Band 47, 1977, S. 1–24 (französisch).
- mit Christian Jouanin, Jean-Louis Mougin, Alec Zino: Sur les premiers résultats du baguage des Puffins cendrés aux îles Selvagens. In: L'Oiseau et la revue française d'ornithologie. Band 47, 1977, S. 351–358 (französisch).
- mit Roger Mahéo, Alain Tamisier: L'exploitation de la basse vallée du Sénégal (quartier d'hiver tropical) par trois espèces de canards paléarctiques et éthiopiens. In: La Terre et la vie. Band 32, Nr. 2, 1978, S. 387–416 (französisch, documents.irevues.inist.fr [PDF; 18,4 MB]).
- mit Guy Jarry: L'hivernage des Anatidés dans le delta intérieur du Niger. Janvier-mars. 1978. In: C.R.B.P.O./O.N.C. annual progress report. 1978, S. 1–21 (französisch).
- mit Christian Jouanin, Jean-Louis Mougin, Alec Zino: Le petrel de Bulwer Bulweria bulwerii dans l'archipel de Madere et aux iles Selvagens. In: L'Oiseau et la revue française d'ornithologie. Band 49, 1979, S. 165–184 (französisch).
- mit Guy Jarry, Benjamin Lamarche: Recherches sur les Anatidés hivernant dans le delta intérieur du Niger. Janvier-mars 1979. In: C.R.B.P.O./O.N.C. annual progress report. 1979, S. 1–29 (französisch).
- mit Christian Jouanin, Georges Hémery, Jean-Louis Mougin: Nouvelles précisions sur l'acquisition de l'aptitude à la reproduction chez le Puffin Cendré Calonectris diomedea boréalis. In: L'Oiseau et la revue française d'ornithologie. Band 50, 1980, S. 205–215 (französisch).
- mit Christian Jouanin, Georges Hémery, Jean-Louis Mougin: Sur l'acquisition de l'aptitude à la reproduction chez le Puffin Cendré. In: Comptes rendus de l’Académie des sciences. Band 290, Nr. 14, 1980, S. 995–998 (französisch).
- mit Christian Érard: La Chevechette du Cap Glaucidium capense dans l'ouest africain. Description d'une race géographique nouvelle. In: L'Oiseau et la revue française d'ornithologie. Band 53, 1983, S. 97–104.
- mit Jean-Louis Mougin, Jean-Claude Stahl, Christian Jouanin: - L'évolution des effectifs des Puffins cendrés Calonectris diomedea borealis de l'île Selvagem Grande (30° 09' N, 15° 52' W) de 1980 à 1983. In: Bocagiana. Band 75, 1984, S. 8p (französisch).
- mit Jean-Louis Mougin, Bernard Pierre François Despin: La détermination du sexe par mensuration du bec chez le Puffin cendré. In: Comptes rendus de l’Académie des sciences. Band 202, Nr. 3, 1986, S. 91–96 (französisch).
- mit Jean-Louis Mougin, Christian Jouanin: Structure et dynamique de la population de Puffins cendrés Calonectris diomedea borealis de l'île Selvagem Grande (30° 09' N, 15° 52' W). In: L'Oiseau et la revue française d'ornithologie. Band 57, 1987, S. 201–225 (französisch).
- mit Jean-Louis Mougin: La stabilité des effectifs des Puffins cendrés Calonectris diomedea borealis de l'île Selvagem Grande (30° 09' N, 15° 52' W) de 1983 à 1986. In: Bocagiama. Band 6, 1988, S. 6 (französisch).
- mit Jean-Louis Mougin, Michel Ségonzac: - L'évolution des effectifs de la population reproductrice de Puffins cendrés Calonectris diomedea borealis de l'île Selvagem Grande (30° 09' N, 15° 52' W) de 1986 à 1989. In: Boletim do Museu Municipal do Funchal. Band 42, 1990, S. 39–50 (französisch).
- mit Jean Dorst: Robert Daniel Etchécopar (1905–1990). In: L'Oiseau et la revue française d'ornithologie. Band 60, Nr. 4, 1991, S. 269–274 (französisch).
- mit Jean-Louis Mougin, Christian Jouanin, Alec Zino: Les paramètres conditionnant la réussite de la reproduction chez le Puffin cendré Calonectris diomedea borealis de Selvagem Grande. In: L'Oiseau et la revue française d'ornithologie. Band 63, 1993, S. 202–215 (französisch).
- mit Jean-Louis Mougin, José Pedro Granadeiro: - L'évolution des effectifs des Puffins cendrés Calonectris diomedea borealis de Selvagem Grande (30° 09' N, 15° 52' W) de 1989 à 1992. In: Boletim do Museu Municipal do Funchal. Band 46, 1994, S. 77–84 (französisch).
- mit Jean-Louis Mougin, Christian Jouanin, Jean-Louis Mougin,: Démographie du Puffin cendré Calonectris diomedea de Selvagem Grande (30° 09' n, 15° 52' w). In: Revue d'écologie. Band 47, 2000, S. 275–290 (französisch, documents.irevues.inist.fr [PDF; 1,2 MB]).
- mit Christian Jouanin, Jean-Louis Mougin, Jean-Claude Stahl,: - Prelaying exodus of Cory's Shearwaters (Calonectris diomedea borealis) on Selvagem Grande. In: Journal for Ornithology. Band 142, 2001, S. 212–217 (englisch, link.springer.com [PDF; 434 kB]).